# Wallander – Mastermind
Wallander – Mastermind är en svensk thriller från 2005. Det är den sjunde filmen i den första omgången med Krister Henriksson som Kurt Wallander. Till skillnad från de fyra föregående filmerna gick Mastermind ut på bio innan den släpptes på DVD. Filmen hade biopremiär den 16 december 2005, och släpptes på DVD den 22 mars 2006. 
En detalj kan nämnas att den efterföljande filmen, Den svaga punkten, släpptes på DVD före Mastermind.

## Handling
En kvinna hittas mördad i sin lägenhet. Hon verkar ha tömts på blod men inga blodspår finns i lägenheten. Samtidigt har Wallanders och Martinssons bilar blivit utsatta för skadegörelse. Dagen efter försvinner Therese, Martinssons 18-åriga dotter, och det finns stora mängder blodspår kvar i hennes rum. Wallanders team står inför det faktum att någon leker en dödlig katt-och-råtta-lek med dem.

## Rollista (i urval)
- Krister Henriksson - Kurt Wallander
- Johanna Sällström - Linda Wallander
- Ola Rapace - Stefan Lindman
- Michael Nyqvist - Rahtol/Lothar Kraftczyk, förklädd brevbärare, städare och ögonläkare
- Angela Kovács - Ann-Britt Höglund
- Douglas Johansson - Martinsson
- Marianne Mörck - Ebba
- Mats Bergman - Nyberg
- Stina Ekblad - Obducenten
- Fredrik Gunnarsson - Johan Svartman
- Sally Frejrud Carlsson - Therese Martinsson
- Lisa Lindgren - Elisabeth Martinsson
- Suzanna Dilber - Jolanta
- Frederic Täckström - Malmöpolis
- Olli Markenros - Tekniker
- Håkan Bengtsson - Skjutbaneansvarig
- Anna-Sara Kennedy - Sjuksköterska
- Birgitta Smiding - Fru Öberg
- Jan Skott - Ragnar Öberg
- Peter Sundberg - Bonde
- Brita Billsten - Grannkvinnan
- Sven Kristersson - Pressman
- Peter Fridh - Brevbärare 1
- Patrik Karlson - Brevbärare 2
- Kristina Ulvenklev - Britta Nyström
- Göran Aronsson - Grönqvist
- Emma Fransson - Paulina Kraftczyk